# Stephan Schuhmacher
Stephan Schuhmacher (* 9. Dezember 1819 in Spaichingen; † 14. März 1875) war ein deutscher Orgelbauer.

## Leben
Als Orgelbauer soll er von 1855 bis 1870 gemeinsam mit Eduard Hieber zusammengearbeitet haben. Die Bezeichnung als Eduard Hieber & Stephan Schumacher gilt nicht als gesichert, da die Orgel St. Peter und Paul in Salem-Weildorf mit einem über die Tastatur angebrachten Hinweis Hieber & Schuhmacher, Engen versehen ist.

## Werke
Unter Hieber & Schuhmacher, Engen sind folgende Werke nachgewiesen:
- 1854: Orgel für die Katholische Pfarrkirche St. Peter und Paul in Mühlingen-Mainwangen[3]
- 1855: Orgel für die Katholische Pfarrkirche St. Peter und Paul in Salem-Weildorf[4]
- 1856[5]: Orgel für die Katholische Pfarrkirche St. Michael in Leipferdingen.[6]
- 1857/58: Orgel für die Katholische Pfarrkirche St. Martin in Seefelden[7][8]